# 臺灣對嚴重特殊傳染性肺炎疫情的公眾集會管制
臺灣對嚴重特殊傳染性肺炎疫情的公眾集會管制是指中華民國在2019冠狀病毒病臺灣疫情期間的公眾集會管制計畫。為了避免大規模群聚感染，如2020年2月3日起在日本「鑽石公主號郵輪」、2月19日因韓國「新興教會禮拜」、2月21日因義大利「馬拉松」等，許多室內集會和大型戶外活動暫停、取消、延期、簡化流程、或改成線上方式代替。3月25日，中央流行疫情指揮中心發布建議，室內超過100人以上、室外超過500人以上的公眾集會活動停辦，以減低社區感染的風險，給了一個較明確的指標。4月10日起，著名觀光景點、國家公園、遊樂區及夜市、寺廟等人潮密集公共場域，實施人流管制等相關防疫措施。受影響的重大活動包括下列：

## 宗教活動
- 基督教228紀念禮拜
- 義光長老教會林宅血案追思禮拜
- 松山慈祐宮北港進香暨媽祖過爐中坡庄[4]
- 慈濟基金會大型聚會及部分營隊[5]
- 佛光山齋戒、講座、香會活動修持
- 法鼓山各課程、活動、共修
- 台北清真寺呼籲教胞在家完成個人的拜功[6]
- 天主教台北總教區宣布暫停各堂區主日或平日彌撒[7]
- 桃園市宗教團體文化聯合會取消進香遶境活動及大型廟會慶典，桃園龍德宮宣佈縮短繞境日程提前回鑾[8]
- 3月份金門保生大帝進香團延後[9]
- 3月16~18日蘆洲湧蓮寺的觀世音菩薩聖誕南下進香活動
- 3月19日起駕的大甲媽祖遶境進香活動延期[10]
- 3月24日白沙屯媽祖進香活動延期[11]
- 3月28~30日屏東大武山成年禮[12]
- 3月28~29日同安寮十二庄迎媽祖[13]
- 4月1日學甲上白礁暨刈香海外進香團[14]
- 4月4日清明節舉辦的桃園市新屋區永興里葉家萬人祭祖、九斗里豫章堂羅家祭祖[15][16]
- 4月6~7日苗栗天后宮遶境，但4月5日照常前往雲林北港朝天宮恭迎媽祖駐駕苗栗天后宮[17]
- 4月11日北港朝天宮遶境[18]
- 4月15日土庫順天宮遶境[18]
- 5月3日六房媽過爐無遶境活動[19]。
- 2021年除夕迎頭香鎮瀾宮、南瑤宮取消。紫南宮正月初一發錢母活動取消。
- 2021年鹽水蜂炮停辦。[20]

## 體育活動
- 2月8日高雄富邦馬拉松[21]
- 2月8~9日舉辦的金門馬拉松[9]
- 3月7日洄瀾東海岸馬拉松[22]
- 3月8日台南亞洲盃鐵人三項賽[23]、3月15日新北市萬金石馬拉松[24]
- 3月1日臺南古都馬拉松延期[25]
- 3月14日中華職棒開幕戰延至4月11日閉門開打[26][27]。
- 4月1日棒球6搶1東京奧運最終資格賽延期[28]。
- 5月9日「台北101垂直馬拉松」延至下半年舉辦，時間未定[29]。
- 8月21~24日「109年桃園市運動會」停辦[30]。
- 原訂於2021年1月24日舉辦的2021渣打臺北公益馬拉松，取消舉辦[31]。

## 展覽
- 2020年台北國際書展停辦[32][33]，2021年台北國際書展實體部分停辦，線上續辦[34]。
- 2月6~9日台北國際電玩展停辦[35]
- 3月4~7日「台北國際自行車展」及「台北國際體育用品展」延期[36]
- 3月7~16日「TIOS 2020台灣國際蘭展」延期[37]
- 3月12~15日台北國際烘焙暨設備展延期[38]
- 3月13~15日2020 ART TAINAN臺南藝術博覽會延期[39]
- 3月21日與22日國立自然科學博物館知識嘻遊祭[40]
- 3月24~27日「2020智慧城市展」延期[41]
- 3月27~30日「2020台北國際春季旅展」延期[42]
- 3月28日~5月10日宜蘭綠色博覽會[43]
- 4月3~26日舉行的「2020 TIFA台灣國際藝術節」延期[44]
- 4月16~18日舉行的「2020台灣電子遊戲機國際產業展」停辦[45]
- 4月22~24日舉行的「第23屆台北國際安全科技應用博覽會」延後一年舉辦[46]
- 4月24~27日舉行的「2020台中國際旅展」延期[47]
- 5月1~10日的第十二屆台灣國際紀錄片影展延期[48]。
- 5月1~10日 2020青春設計節取消實體展覽，競賽作品轉為數位線上展出。
- 5月22~25日 第39屆新一代設計展，改採線上展覽方式辦理。
- 7月30日~8月3日 第二十一屆漫畫博覽會取消[49]。

## 政府活動
- 1月30日開工日，多個縣市政府取消新春團拜活動[50]
- 5月20日的第15任中華民國總統就職典禮的相關大型活動停止籌辦[51]。
- 2021台灣燈會、七堵煙火嘉年華、新北燈會、桃園燈會、中台灣元宵燈會、月津港燈節、高雄燈會停辦。台北燈節、新北平溪天燈節延期。[52][20]

## 演唱會
- 5月31日，亞洲天團五月天在臺北田徑場以預錄形式舉行線上演唱會[53]，並在YouTube、Facebook、Line、微博等平台播出。直播播出至今，累積超過4,000萬人觀看次數，該直播亦登上臺灣YouTube發燒影片首位[54]。

## 跨年晚會
- 基隆市、桃園市、台中市、南投縣、嘉義市、台南市、高雄市與宜蘭縣於2020年12月30日宣布跨年晚會取消入場，改採線上轉播；新北八里跨年煙火、屏東縣跨年晚會則宣布延期舉辦。其中，本年恰逢打狗改制更名為高雄的一百週年，高雄市府於30日晚間宣布「跨百光年」跨年晚會改採線上轉播，蓬萊商港區、大港橋、高流三個戶外舞台區均不開放民眾入場。而每年跨年焦點的台北市則於31日上午10時宣布台北最High新年城照常舉行，採實聯制並實施人數管制上限4萬人。

同台北市照常舉行跨年晚會的縣市有：新竹縣、雲林縣、花蓮縣、台東縣、澎湖縣、連江縣、金門縣。。

## 大眾運輸
2020年4月1日至6月6日搭乘大眾運輸須全程戴口罩，搭乘前須量體溫，體溫過高者不可搭乘。

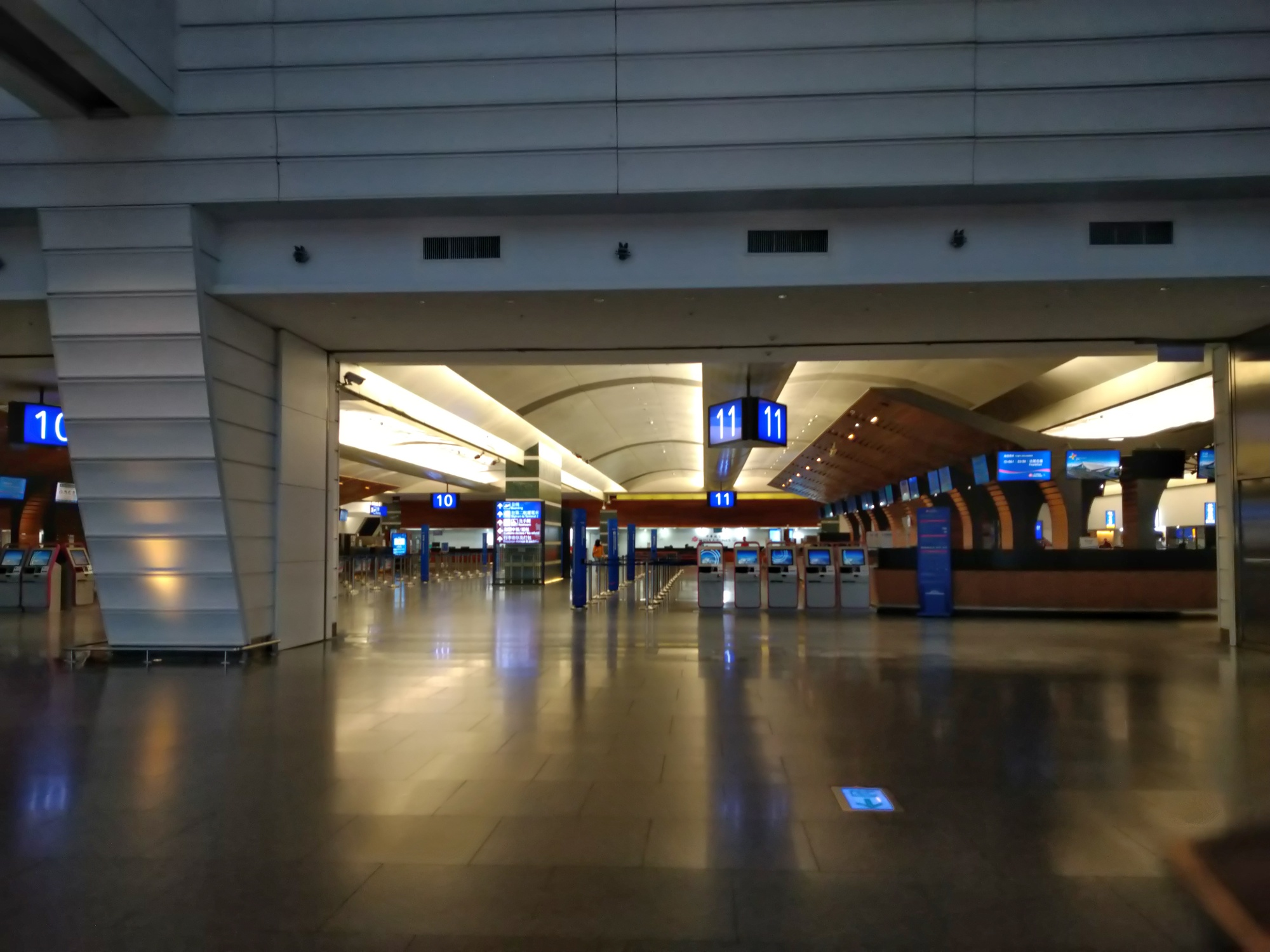
疫情期間的桃園國際機場第一航廈出境大廳。攝於2020年2月26日

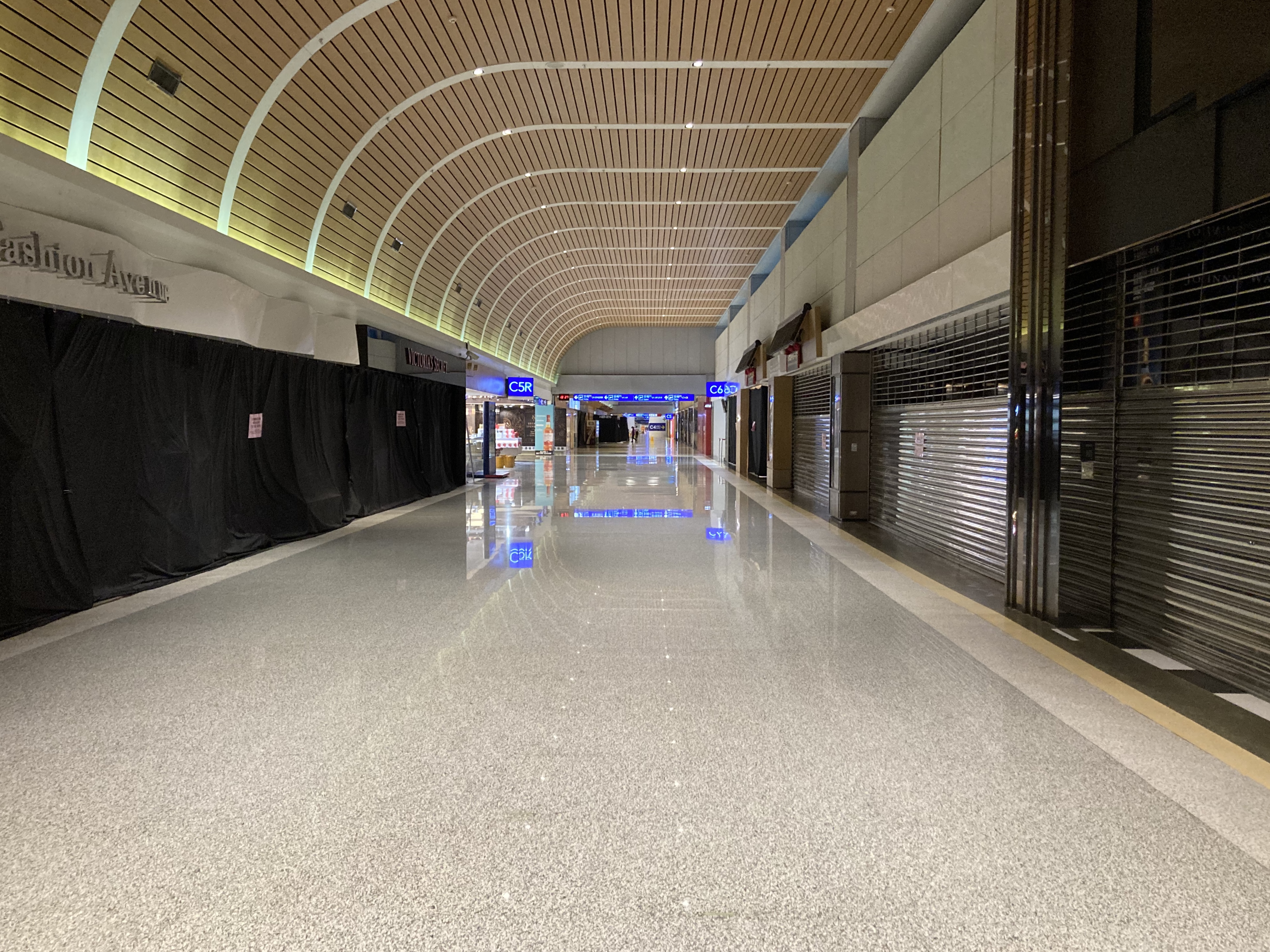
疫情期間臺灣桃園國際機場第二航廈出境區，可以見到絕大多數店家皆為關閉狀態。攝於2020年8月16日

- 搭乘中華航空、長榮航空、台灣虎航、華信航空、立榮航空的旅客需全程配戴口罩，登機前需量測額溫，超過37.5度者拒載[57]。台灣虎航停止供應機上雜誌、販售免稅品、機內餐飲等服務。華信航空、立榮航空的國內航線（台灣境內航線）取消飲料服務，3月23日至3月31日暫停網路報到[58]。

- 高鐵列車折返後全車消毒，車站每2小時清潔消毒。全線12站裝設紅外線體溫量測儀。清明假期（4月1日至4月6日）、勞動節假期（4月30日至5月3日）、母親節假期（5月8日至5月10日）疏運期間，所有車次全車對號座，並暫停定期票、回數票、悠遊聯名卡及一卡通聯名卡之使用[59]。4月5日起勿在車廂內飲食，並暫停列車上之高鐵便當、推車飲料食品及車上自動販賣機等各項販售服務，商務車廂停止供應熱飲改為單獨包裝的點心及瓶裝水，書報雜誌亦停止提供[60]。4月21日起訂票派位調整為類梅花座，橫向優先靠窗座位，縱向依序間隔二至三排座位。

- 台鐵於非營運時間回廠後加強消毒1次。2月29日至4月30日台北車站大廳禁止民眾席地而坐及群聚，同期間台北車站大廳停止租借舉辦活動[61]。3月3日至4月30日擴大實施減少民眾群聚加強管理措施， 基隆、南港、松山、板橋、桃園、中壢、豐原、台中、嘉義、台南、新左營、高雄、鳳山、屏東、宜蘭、花蓮、台東等17個車站站區亦停止租借舉辦活動[62]。對號列車暫停供應飲用水跟紙杯。區間車、復興號、莒光號等車種車廂廁所增設洗手乳，逐步換裝為感應式水龍頭。郵輪式列車停駛至五月底[63]。4月1日起，全部車站[註 1] 量測進站旅客的體溫，額溫超過37.5度或耳溫超過38度者，得以拒載[64]。清明疏運期間（4月1日至4月6日）對號列車停售站票[65]。4月5日起各列車停售便當，飲料與食品，勿在車廂內飲食[60]，6月1日起，搭車旅客維持社交距離時，可在列車上飲食，但飲食完畢仍須配戴口罩，現階段仍不於列車上販售食品飲料[66]。

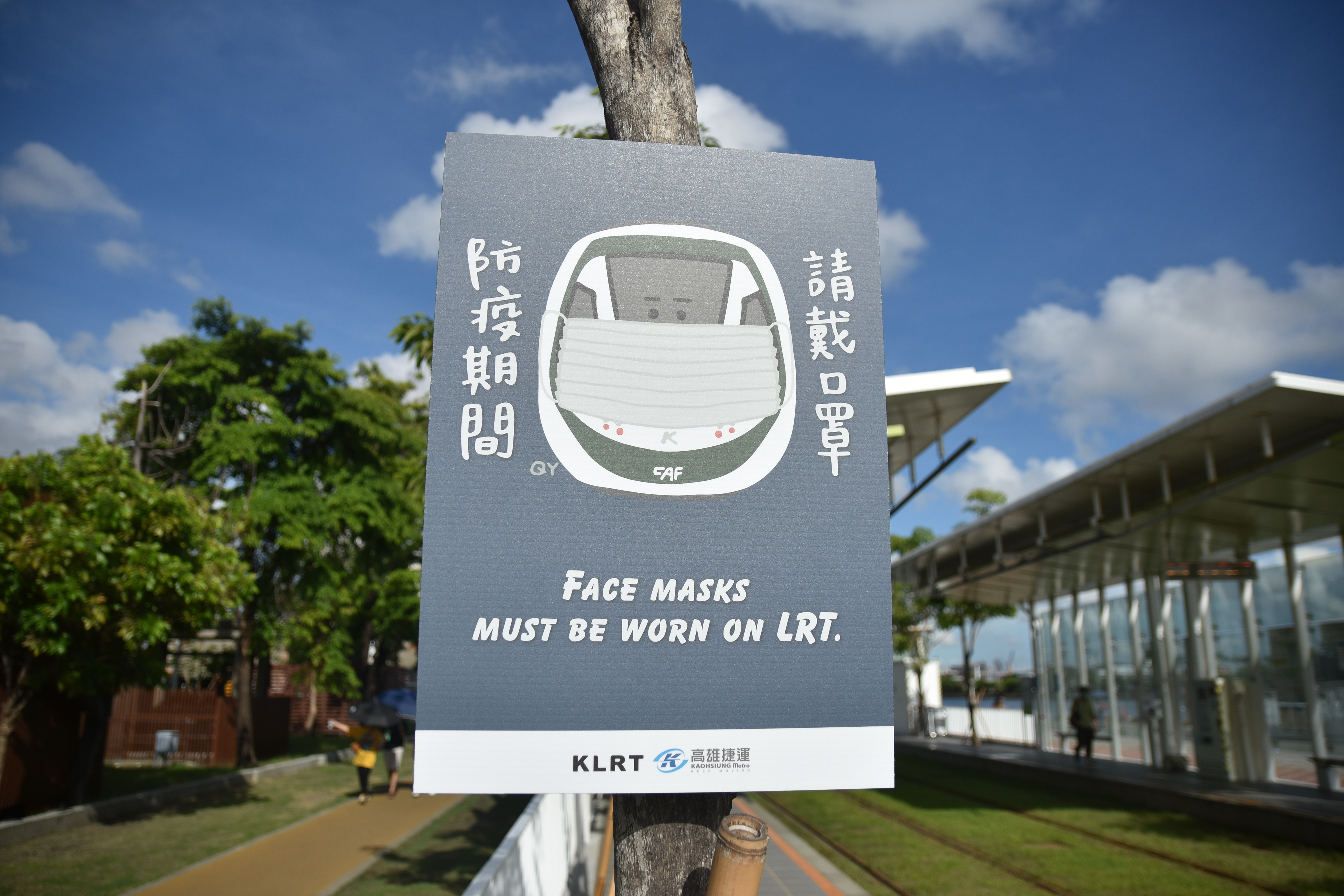
高雄輕軌駁二大義站 乘車配戴口罩告示

- 高雄捷運增加清潔頻率為每4小時一次，針對部分熱點，依高雄市長指示每1小時擦拭一次[67]。紅線三多商圈站、美麗島站、高雄車站、巨蛋站、左營站架設紅外線體溫量測儀，生態園區站試辦體溫感應自動閘門，體溫超過標準者驗票閘門禁止通行並於螢幕提示洽詢站務人員[68]。

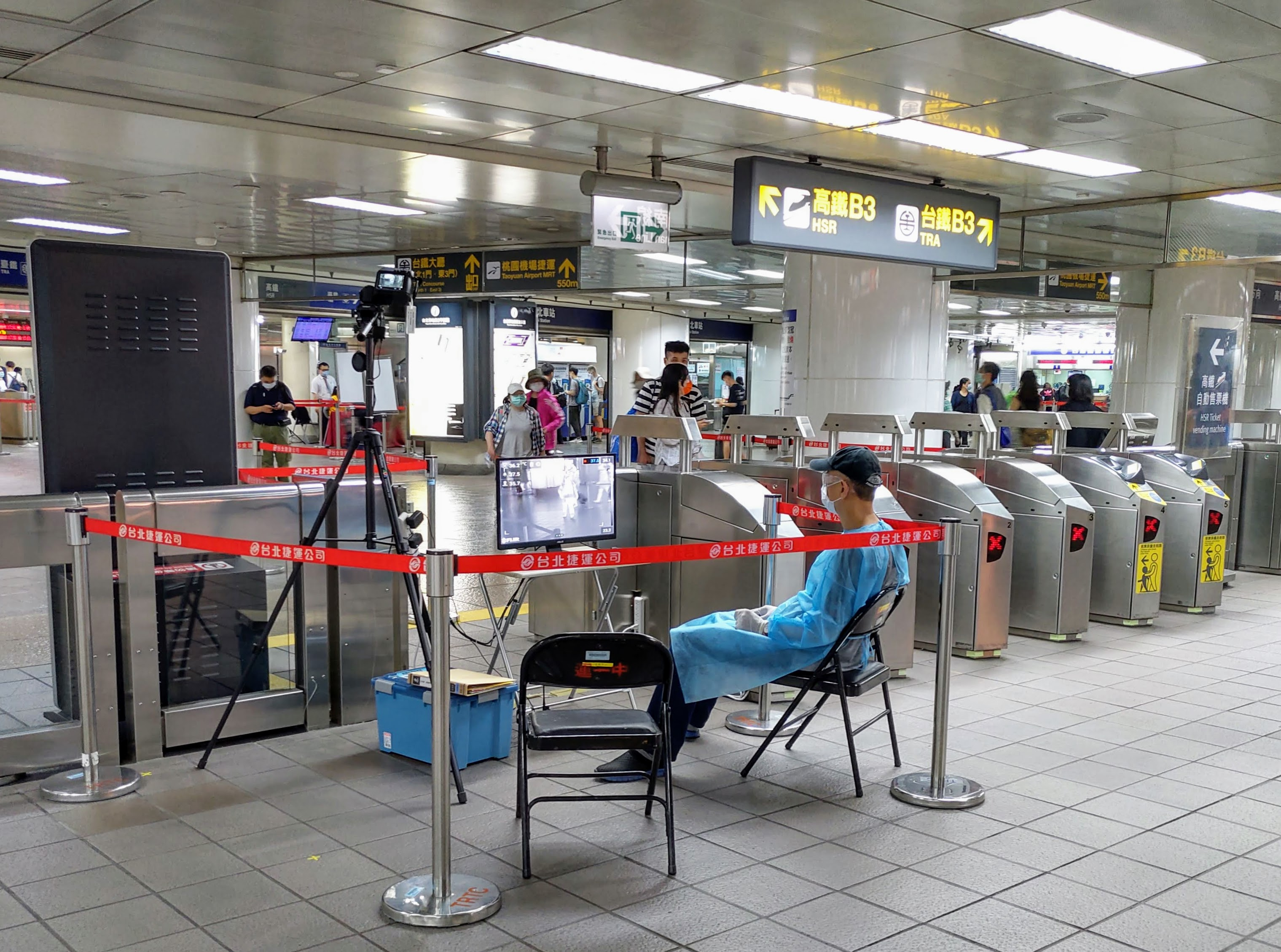
台北車站捷運入口處紅外線熱顯像儀體溫監測站

- 台北捷運站內飲水台暫停服務，民眾常接觸設備每4小時消毒一次，車廂出車前及每8小時加強消毒一次。台北車站、西門站、市府站設置紅外線熱顯像儀，如發現旅客體溫超過37.5度，將再透過耳溫槍複檢，確認發燒將關懷協助就醫[69][70]。
- 桃園機場捷運全線21車站設置紅外線熱像測溫儀，體溫異常旅客以耳溫槍複測，超過38度者將要求該旅客搭乘防疫計程車或請親友接送儘速就醫。A12機場第一航廈站及A13機場第二航廈站若耳溫複測超過標準，將詢問旅遊史及接觸史，若該旅客自三級旅遊警示地區返台，將立即通報機場疾管署人員做後續防疫處理[71]。

- 國道公路客運每8小時消毒1次。搭車前須量體溫，旅客若有發燒，業者可拒載[72]。國光客運推出座位加裝透明隔簾的防疫專車[73]。

- 市區公車、遊覽車、計程車每8小時消毒1次。

6月7日起，鬆綁多項管制措施，台鐵連續假期可賣站票但有數量限制；高鐵可賣自由座；車廂、班機內恢復販售飲食與商品；車站、捷運進站仍須量體溫，但保持社交距離下可脫口罩。
2021年5月21日中央流行疫情指揮中心宣佈獨自駕車車且未與他人接觸不戴口罩，若兩人以上在車内未戴口罩，將先柔性勸導，若勸導無效再開罰。

## 社交距離注意事項
中央流行疫情指揮中心制定兩階段《社交距離注意事項》，在兼顧民眾合理權益，並顧及境內防疫安全等雙重前提下，分階段鼓勵社會大眾保持社交禮貌或強制保持社交距離。4月1日開始施行第一階段。
第一階段 柔性勸說：建議民眾避免出席展覽會、體育競賽、演唱會等近距離接觸之社交活動，也應避免進入與維生無關之娛樂等性質之場所。並建議人與人之間，在室內應保持1.5公尺、室外保持1公尺之距離，若雙方正確佩戴口罩，則可豁免社交距離，但處於擁擠、密閉之場所仍應佩戴口罩。有較高機率近距離接觸，無法有效維持1.5公尺社交距離的場所，則業主應停止營業。

第二階段 強制處分：除醫療、執行公務、維生等必要性活動，其餘非必要性活動，特別是娛樂活動，均在禁止之列。必要性活動亦須維持室內1.5公尺、室外1公尺之社交距離。與他人間若雙方均正確佩戴口罩，仍應保持至少1公尺之距離。